# Luis de la Cueva y Toledo
Luis de la Cueva y Toledo (Cuéllar, c. 1499-Milán, 20 de octubre de 1541) fue un noble y militar español que participó en la Batalla de Villalar (1521) contra los Comuneros, y en la guerra de Hungría y Sitio de Viena (1529) contra los turcos.

## Biografía
Nació en el castillo de Cuéllar por ser hijo de Francisco Fernández de la Cueva, II duque de Alburquerque, y de su mujer Francisca Álvarez de Toledo, hija del I duque de Alba. Fue por tanto hermano de Beltrán II de la Cueva y Toledo, III duque de Alburquerque, y del cardenal Bartolomé de la Cueva y Toledo.
Fue capitán de la Guardia Española de Carlos I de España, gentilhombre de su casa y de su Consejo, caballero de la Orden de Santiago y comendador de La Solana (actualmente en la provincia de Ciudad Real), en dicha Orden. Y participó junto a su hermano mayor, Beltrán de la Cueva y Toledo, en la Batalla de Villalar en el año 1521, en el bando realista y contra los comuneros, junto a la gente de guerra del Estado de su padre, y más tarde en la Batalla de San Marcial (1522), donde su hermano don Beltrán lideró las fuerzas como capitán general de Guipúzcoa, consiguiendo la victoria española. Posteriormente pasó a Hungría, destacándose en el Sitio de Viena en 1529 cuando Carlos V envió sus tropas para ayudar a su hermano Fernando I de Habsburgo.
Contrajo matrimonio bajo capitulaciones otorgadas en Valladolid en 1537 con Juana Colón de Toledo, hija de Diego Colón y Moniz Perestrello, II almirante y adelantado mayor de las Indias, I duque de Veragua, y de María de Toledo y Rojas. De este matrimonio nació una única hija: María Colón de la Cueva y Toledo, casada con Carlos de Luna y Arellano, V señor de Ciria y Borovia.